# Bernau bei Berlin
Bernau bei Berlin è una città di 44 254 abitanti del Brandeburgo, in Germania.

Appartiene al circondario del Barnim, di cui è la seconda città per dimensioni, dopo il capoluogo Eberswalde, ed è un centro di livello intermedio della regione metropolitana Berlino/Brandeburgo.
Bernau possiede lo status di "Grande città di circondario" (Große kreisangehörige Stadt).

## Geografia fisica
La città dista 40 km da Berlino ed è ad essa collegata tramite la ferrovia nazionale (Deutsche Bahn) e la S-Bahn.
Nel territorio di Bernau si trovano le sorgenti del fiume Panke.

## Storia
Dal 1952 al 1993 Bernau è stata capoluogo del circondario omonimo.
Il 20 settembre 1993 venne aggregato alla città di Bernau il soppresso comune di Birkholz. Nel 2003 seguì il comune di Schönow.

### Simboli
Blasonatura dello stemma:
La bandiera è di colore verde, bianco e rosso; nel campo bianco è posto lo stemma cittadino.

## Monumenti e luoghi d'interesse
Bernau conserva la cinta muraria di età medievale.

Molti edifici del centro storico sono stati abbattuti a partire dagli anni settanta e sostituiti da edifici moderni, eretti con il sistema della prefabbricazione a pannelli (Plattenbau).

## Società

### Evoluzione demografica
Negli ultimi anni la popolazione della città ha conosciuto una forte crescita, passando dai 20 000 abitanti del 1995 agli attuali 36.000.
- Sviluppo della popolazione dal 1875 entro gli attuali confini (Linea Blu: Popolazione; Linea puntata: Confronto dello sviluppo della popolazione dello Stato del Brandenburgo; Sfondo grigio: Ai tempi del governo nazista; Sfondo rosso: Al tempo del governo comunista)
- Sviluppo recente della popolazione (Linea blu) e previsioni

| Anno | Abitanti |
| ---- | -------- |
| 1875 | 8 060    |
| 1890 | 9 583    |
| 1910 | 12 364   |
| 1925 | 13 403   |
| 1933 | 17 671   |
| 1939 | 20 256   |
| 1946 | 19 678   |
| 1950 | 20 482   |
| 1964 | 20 545   |
| 1971 | 20 511   |
| 1981 | 24 318   |

| Anno | Abitanti |
| ---- | -------- |
| 1985 | 25 386   |
| 1989 | 25 145   |
| 1990 | 24 532   |
| 1991 | 24 491   |
| 1992 | 24 693   |
| 1993 | 24 744   |
| 1994 | 24 913   |
| 1995 | 25 428   |
| 1996 | 27 208   |
| 1997 | 29 609   |

| Anno | Abitanti |
| ---- | -------- |
| 1998 | 31 231   |
| 1999 | 32 506   |
| 2000 | 33 086   |
| 2001 | 33 507   |
| 2002 | 33 882   |
| 2003 | 34 379   |
| 2004 | 34 995   |
| 2005 | 35 235   |
| 2006 | 35 546   |
| 2007 | 35 859   |

| Anno | Abitanti |
| ---- | -------- |
| 2008 | 36 059   |
| 2009 | 36 154   |
| 2010 | 36 338   |
| 2011 | 35 843   |
| 2012 | 36 020   |
| 2013 | 36 222   |
| 2014 | 36 547   |
| 2015 | 37 169   |
| 2016 | 37 725   |
| 2017 | 38 194   |

| Anno | Abitanti |
| ---- | -------- |
| 2018 | 38 825   |
| 2019 | 40 031   |
| 2020 | 40 908   |

Fonti dei dati sono nel dettaglio nelle Wikimedia Commons..

## Geografia antropica

### Frazioni
Nel territorio cittadino sono presenti le frazioni (Ortsteil) di Börnicke, Ladeburg, Lobetal e Schönow, corrispondenti ad ex-comuni aggregati alla città.
In ognuna delle frazioni è presente un consiglio locale (Ortsbeirat) con funzioni consultive.

## Amministrazione

### Gemellaggi
Bernau è gemellata con:
- Champigny-sur-Marne
- Meckenheim
- Skwierzyna

### Esplicative
1. ↑  Letteralmente "Bernau presso Berlino".

### Bibliografiche
1. 1 2  Amt für Statistik Berlin-Brandenburg - Ente statistico Berlino-Brandeburgo
2. ↑  (DE) Drittes Gesetz zur Gemeindegliederung im Land Brandenburg, Paragrafo 1, Articolo 2, Comma 1, su bravors.brandenburg.de.
3. ↑  (DE)  Fünftes Gesetz zur landesweiten Gemeindegebietsreform betreffend die Landkreise Barnim, Märkisch-Oderland, Oberhavel, Ostprignitz-Ruppin, Prignitz, Uckermark, Kapitel 1, Abschnitt 1, § 3
4. ↑  (DE)  Articolo 2, comma 1 dello Statuto cittadino
5. ↑  (DE)  Land Brandenburg - Wappen von Bernau
6. ↑  (DE)  Articolo 2, comma 2 dello Statuto cittadino
7. ↑  Fonti dei dati sono nel dettaglio nelle Wikimedia Commons. Population Projection Brandenburg at Wikimedia Commons
8. ↑   Population Projection Brandenburg at Wikimedia Commons, su commons.wikimedia.org.
9. ↑  (DE)  Articolo 3, comma 1 dello Statuto cittadino
10. ↑  (DE)  Articolo 3, comma 2 dello Statuto cittadino
11. ↑  (DE)  Articolo 3, comma 3 dello Statuto cittadino
12. ↑  Partnerstädte[collegamento interrotto]